# Aleksandr Beliakov
Aleksandr Beliakov (rus: Александр Васильевич Беляков)  (Bezzubovo, 21 de desembre de 1897 - Moscou, 28 de novembre de 1982), nom complet amb patronímic Aleksandr Vassílievitx Beliakov va ser un navegant d'aviació soviètic que, juntament amb el pilot comandant Valeri Txkàlov i el copilot Gueorgui Baidukov, va establir un rècord de vol ininterromput el 1936, en fer el primer vol sense escales, a través del pol Nord, des de Moscou a l'Amèrica del Nord (Vancouver, Washington) el 1937.
Va ser elegit membre del Soviet Suprem de la Unió Soviètica i va exercir com a tinent general de les Forces Aèries Soviètiques.

## Biografia

### Primers anys i participació a la Primera Guerra Mundial
Nasqué a la família del mestre Vassili Grigórievitx Beliakov (1876-1963) Es va graduar a l'escola primària el 1907. Després, per continuar la seva formació, va ser enviat a Riazan, on va viure amb la família d'uns amics del seu pare. Es va graduar al gymnasium de Riazan el 1915. El 1915-1916 va estudiar a l'Institut Forestal de Petrograd.
Va ingressar a l'Exèrcit Imperial Rus l'octubre de 1916. El 1917 es va graduar a l'Escola Militar Alexandre de Moscou (curs accelerat). Va ser enviat com a oficial de companyia al 215è Regiment d'Infanteria de Reserva (Vladímir). Des del juliol de 1917, va participar en la Primera Guerra Mundial com a part del 4t Regiment de Fusellers Caucàsics del Front Occidental. Va ser oficial subaltern i cap de l'equip d'enginyers del regiment. Després de la Revolució d'Octubre, fou elegit pels soldats com a membre del comitè de soldats del regiment. A principis de 1918, l'oficial A. V. Beliakov fou desmobilitzat.

### Guerra Civil i anys 20
Des de maig de 1918 fins a febrer de 1919 fou secretari del departament forestal del consell de districte de treballadors i camperols de Bogorodsk (actual Noguinsk). Des de febrer de 1919 va servir a l'Exèrcit Roig. Des de maig de 1919 fins a gener de 1920 va lluitar a la guerra civil, sota les ordres de Vassili Txapàiev, contra l'exèrcit de Koltxak i els cosacs blancs, però a causa del tifus fou desmobilitzat.
El 1921 va completar un curs de fotogrametria i després va impartir classes a l'escola local. El 1930 es va traslladar a l'Acadèmia Militar Jukovski, on va ocupar una càtedra de navegació fins al 1935 .
D’abril a juliol de 1920 va treballar al Districte Militar del Nord del Caucas. Els anys 1921-1930 va fer de tècnic de laboratori. El 1924 es va graduar in absentia a l’Institut Forestal de Moscou, el 1930 es va convertir en navegant conferenciant, i d'abril a agost de 1935 va ser el cap del departament de l'Acadèmia Militar -Powietrzna ells. Żukowski. A la primavera de 1935 va ser retirat de l'acadèmia per preparar i realitzar un vol transàrtic a l'ANT-25 (un intent fallit, en el qual no va participar, va tenir lloc el 20 d'agost de 1935)